# Seseli vayredanum
Seseli vayredanum är en flockblommig växtart som beskrevs av Font Quer. Seseli vayredanum ingår i släktet säfferötter, och familjen flockblommiga växter. Inga underarter finns listade i Catalogue of Life.